# Ostffyasszonyfa
Ostffyasszonyfa è un comune dell'Ungheria di 919 abitanti (dati 2001). È situato nella contea di Vas.